# Brachynemurus divisus
Brachynemurus divisus is een insect uit de familie van de mierenleeuwen (Myrmeleontidae), die tot de orde netvleugeligen (Neuroptera) behoort. 
Brachynemurus divisus is voor het eerst wetenschappelijk beschreven door Navás in 1928.